# Kalyani
Kalyani ist eine Stadt im indischen Bundesstaat Westbengalen.
Die Stadt gehört zum Distrikt Nadia. Kalyani hat den Status einer Municipality. Die Stadt ist in 20 Wards gegliedert.

## Geschichte
Kalyani ist noch eine relativ junge Stadt.
Während des Zweiten Weltkriegs befand sich in Kalyani ein amerikanischer Militärstützpunkt mit Landeplatz, der aus 45 Dörfern im Distrikt Nadia bestand. Die militärische Garnisonsstadt wurde nach dem amerikanischen Präsidenten Franklin D. Roosevelt Roosevelt Town oder auch Roosevelt Nagar benannt. Hangars und andere Erinnerungen an den Flugplatz sind immer noch im A-Block und in einigen Bereichen der Kalyani-Universität zu sehen, deren Gebäude auf oder über den Landebahnen errichtet wurden. Nach dem Zweiten Weltkrieg verließ das amerikanische Militär die Basis und der Flugplatz und die Hangars wurden stillgelegt. Die moderne Stadt wurde in kurzer Zeit gebaut, um das 51. Treffen des indischen Nationalkongresses im Jahr 1954 auszurichten, weshalb sie heute den Charakter einer Planstadt besitzt.

## Demografie
Die Einwohnerzahl der Stadt liegt laut der Volkszählung von 2011 bei 100.575. Kalyani hat ein Geschlechterverhältnis von 983 Frauen pro 1000 Männer und damit einen für Indien üblichen Männerüberschuss. Die Alphabetisierungsrate lag bei 87,9 % im Jahr 2011. Knapp 98 % der Bevölkerung sind Hindus, ca. 1 % sind Muslime und ca. 1 % gehören einer anderen oder keiner Religion an. 8,2 % der Bevölkerung sind Kinder unter 6 Jahren. Bengali ist die Hauptsprache in und um die Stadt.

## Bildung
In der Umgebung von Kalyani befinden sich zwei Universitäten, die Kalyani-Universität und die Bidhan Chandra Agricultural University (die in Nahe gelegenen Mohanpur liegt).

## Infrastruktur
Der Bahnhof von Kalyani verbindet die Stadt mit dem ca. 50 km entfernt liegenden Kolkata.